# Art of the Devil
Art of the Devil (oorspronkelijke titel: Khon len khong (คนเล่นของ)) is een Thaise horrorfilm uit 2004 onder regie van Tanit Jitnukul. De film werd vervolgd met: Art of the Devil 2 (2005) en Art of the Devil 3 (2008).

## Verhaal
De jonge, beeldschone Boom begint een hartstochtelijke affaire met de rijke, getrouwde architect Prathan Siwahiran. Als het Thaise meisje zwanger van hem raakt, biedt haar oudere geliefde 1 miljoen baht om zich van alle vaderlijke verplichtingen te onttrekken. Prathan nodigt Boom uit in zijn strandhuis, waar hij haar door drie dronken vrienden laat verkrachten en de marteling van zijn gewezen maîtresse met een videocamera opneemt. Na enkele dagen verschijnt de zelfbewuste Boom plotseling tijdens een diner van Prathans familie om meer geld uit handen van haar voormalige minnaar te verkrijgen. Buiten de deur weigert Prathan Boom nog meer financiële bijdragen te verstrekken, dwingt haar de zwangerschap onmiddellijk te verbreken en verstoot haar uit zijn verstoorde rijkeluisleven. In haar woede roept Boom de hulp in van een sjamaan om zich middels zwarte magie te wreken. Zes maanden later vinden haar verkrachters in een golf van mysterieuze (zelf)moorden de dood. Prathan kan niet voorkomen dat hij samen met zijn gezin – vrouw, twee zonen en één dochter – ook verdrinkt in de vloed des verderfs.
Bij een fikse aanrijding ontsnapt Boom zelf aan een onmenselijke dood, maar de baby in haar buik kan ze ten dode opschrijven. Kamala Siwahiran, Prathans ex-vrouw, betrekt als erfgename met haar kinderen de achtergebleven woning. Een fysiek herstelde Boom, psychisch belaagd door de geesten van haar dode verkrachters, krijgt lucht van het bestaan van Prathans voorgaande huishouden en werkt zich vernuftig de argeloze familie binnen. Zoon Ruj laat zich verblinden door Booms verleidelijke verschijning en staat haar via een huwelijk zelfs toe werkelijk deel van het gezin te worden.
Zoon Neng belandt, ogenschijnlijk door een maagzweer, in het ziekenhuis, wordt overvallen door krioelende palingen en sterft in de armen van zijn zus Nan. Zoon Ruj, op schouders gedragen in een optocht, geeft een groot aantal scheermesjes over en verliest door overmatig bloedverlies het leven. Zoon Bon onderhoudt een duistere omgang met een denkbeeldige vriendin die hem steeds meer tot een soort afwezige waanzin lijkt te drijven. Kamala vraagt Boom haar niet in de steek te laten, waardoor haar koude kant vrij spel krijgt in haar plan de voltallige familie via de "Art of the Devil" onder de zoden te schoffelen. De astmatische Nan, afhankelijk van pufjes in benauwde situaties, neemt de verantwoordelijkheid om de overgebleven gezinsleden –moeder Kamala en broer Bon– uit de ban van Booms vloek te houden.
Journalist Danai onderzoekt de oorzaken van de geheimzinnige gebeurtenissen, vermoedt dat de sterfgevallen verband houden met zwarte magie en legt contact met de moedige Nan. Hun speurtocht naar de bron van het kwaad bevestigt weldra hun bange vermoedens. Nan beseft dat ze Boom zelf tot haar familie heeft toegelaten en verzamelt alle moed om uit de teugels van haar krankzinnige kwelgeest te geraken. Danai wendt zich tot de sjamaan die Boom kennis heeft laten maken met de donkere wereld van zwarte magie.

## Rolverdeling
- Supakson Chaimongkol - Boom
- Arisa Wills - Nan Siwahiran
- Krongthong Rachatawan - Kamala Siwahiran
- Isara Ochakul - Ruj Siwahiran
- Nirut Sutchart - Neng Siwahiran
- Krittayod Thimnate - Bon Siwahiran
- Somchai Satuthum - Danai
- Tin Settachoke - Prathan Siwahiran